# Campionati italiani assoluti di scherma del 1911
I Campionati italiani assoluti di scherma del 1911 sono stati organizzati dalla Federazione Italiana Scherma.
Nel fioretto, si è aggiudicato il titolo dei campionati italiani Edoardo Alaimo, che ha vinto il suo secondo titolo dopo quello del 1910..
Il titolo della spada è andato a Giulio Cagiati.

## Podi

### Uomini
| Specialità  | Oro            | Argento | Bronzo |
| Individuali |                |         |        |
| Fioretto    | Edoardo Alaimo | -       | -      |
| Spada       | Giulio Cagiati | -       | -      |